# Hollandia az 1980. évi nyári olimpiai játékokon
Hollandia a szovjetunióbeli Moszkvában megrendezett 1980. évi nyári olimpiai játékok egyik részt vevő nemzete volt. Az országot az olimpián 10 sportágban 75 sportoló képviselte, akik összesen 3 érmet szereztek. Hollandia az olimpiai zászló alatt vett részt a játékokon.

## Érmesek
| Érem  | Versenyző                                                      | Sportág   | Versenyszám              |
| ----- | -------------------------------------------------------------- | --------- | ------------------------ |
| Ezüst | Gerard Nijboer                                                 | Atlétika  | Férfi maraton            |
| Bronz | Henk Numan                                                     | Cselgáncs | Férfi félnehézsúly       |
| Bronz | Conny van Bentum Wilma van Velsen Reggie de Jong Annelies Maas | Úszás     | Női 4 × 100 m gyorsváltó |

## Atlétika
Férfi
| Versenyző                                                      | Versenyszám     | Előfutam | Előfutam | Előfutam | Negyeddöntő | Negyeddöntő | Negyeddöntő | Elődöntő | Elődöntő | Elődöntő | Döntő    | Döntő    |
| Versenyző                                                      | Versenyszám     | Idő      | Hely.    | Össz.    | Idő         | Hely.       | Össz.       | Idő      | Hely.    | Össz.    | Idő      | Helyezés |
| -------------------------------------------------------------- | --------------- | -------- | -------- | -------- | ----------- | ----------- | ----------- | -------- | -------- | -------- | -------- | -------- |
| Mario Westbroek                                                | 100 m           | 10,91    | 6.       | 44.      | kiesett     | kiesett     | kiesett     | kiesett  | kiesett  | kiesett  | kiesett  | kiesett  |
| Henk Brouwer                                                   | 200 m           | 21,96    | 6.       | 36.      | kiesett     | kiesett     | kiesett     | kiesett  | kiesett  | kiesett  | kiesett  | kiesett  |
| Marcel Klarenbeek                                              | 400 m           | 47,37    | 3.       | 16.*     | 46,81       | 8.          | 23.         | kiesett  | kiesett  | kiesett  | kiesett  | kiesett  |
| Harry Schulting                                                | 400 m           | 48,53    | 5.       | 36.      | kiesett     | kiesett     | kiesett     | kiesett  | kiesett  | kiesett  | kiesett  | kiesett  |
| Harry Schulting                                                | 400 m gát       | 50,01    | 1.       | 1.       |             |             |             | 50,61    | 4.       | 10.      | kiesett  | kiesett  |
| Gerard Tebroke                                                 | 10 000 m        | 29:05,8  | 6.       | 13.      |             |             |             |          |          |          | 28:50,08 | 14.      |
| Gerard Nijboer                                                 | Maraton         |          |          |          |             |             |             |          |          |          | 2:11:20  |          |
| Cor Vriend                                                     | Maraton         |          |          |          |             |             |             |          |          |          | 2:26:41  | 41.      |
| Marcel Klarenbeek Mario Westbroek Henk Brouwer Harry Schulting | 4 × 400 m váltó | 3:06,0   | 5.       | 11.      |             |             |             |          |          |          | kiesett  | kiesett  |

Női
| Versenyző | Versenyszám | Előfutam | Előfutam | Előfutam | Negyeddöntő | Negyeddöntő | Negyeddöntő | Elődöntő | Elődöntő | Elődöntő | Döntő   | Döntő    |
| Versenyző | Versenyszám | Idő      | Hely.    | Össz.    | Idő         | Hely.       | Össz.       | Idő      | Hely.    | Össz.    | Idő     | Helyezés |
| --------- | ----------- | -------- | -------- | -------- | ----------- | ----------- | ----------- | -------- | -------- | -------- | ------- | -------- |
| Els Vader | 100 m       | 11,61    | 4.       | 17.      | kiesett     | kiesett     | kiesett     | kiesett  | kiesett  | kiesett  | kiesett | kiesett  |
| Els Vader | 200 m       | 23,50    | 4.       | 13.*     | 23,67       | 5.          | 18.         | 23,44    | 8.       | 16.      | kiesett | kiesett  |

| Versenyző     | Versenyszám | 100 m gát | 100 m gát | Súlylökés | Súlylökés | Magasugrás | Magasugrás | Távolugrás | Távolugrás | 800 m  | 800 m | Végeredmény | Végeredmény |
| Versenyző     | Versenyszám | Idő       | Pont      | Eredmény  | Pont      | Eredmény   | Pont       | Eredmény   | Pont       | Idő    | Pont  | Pont        | Helyezés    |
| ------------- | ----------- | --------- | --------- | --------- | --------- | ---------- | ---------- | ---------- | ---------- | ------ | ----- | ----------- | ----------- |
| Sylvia Barlag | Ötpróba     | 14,20     | 841       | 11,82 m   | 708       | 180 cm     | 1031       | 605 cm     | 917        | 2:16,4 | 836   | 4333        | 10.         |

* - egy másik versenyzővel azonos eredményt ért el

## Cselgáncs
| Versenyző     | Versenyszám  | Csoport | 32-es főtábla         | Nyolcaddöntő              | Negyeddöntő                | Elődöntő                      | Vigaszág negyeddöntő | Vigaszág elődöntő | Bronz- mérkőzés          | Döntő             | Helyezés |
| Versenyző     | Versenyszám  | Csoport | Ellenfél Eredmény     | Ellenfél Eredmény         | Ellenfél Eredmény          | Ellenfél Eredmény             | Ellenfél Eredmény    | Ellenfél Eredmény | Ellenfél Eredmény        | Ellenfél Eredmény | Helyezés |
| ------------- | ------------ | ------- | --------------------- | ------------------------- | -------------------------- | ----------------------------- | -------------------- | ----------------- | ------------------------ | ----------------- | -------- |
| Henk Numan    | Félnehézsúly | B       | erőnyerő              | Essambo Ewane (CMR) · GY  | Mark Chittenden (GBR) · GY | Robert Van de Walle (BEL) · V |                      |                   | Szepesi István (HUN) · V |                   |          |
| Peter Adelaar | Nehézsúly    | A       | erőnyerő              | Vladimír Kocman (TCH) · V | kiesett                    | kiesett                       |                      |                   |                          |                   | 10.      |
| Peter Adelaar | Nyílt        | A       | Arthur Mapp (GBR) · V | kiesett                   | kiesett                    | kiesett                       |                      |                   |                          |                   | 15.      |

## Evezés
Férfi
| Versenyző                                                    | Versenyszám   | Előfutam | Előfutam | Vigaszág | Vigaszág | Döntő | Döntő   | Döntő | Helyezés |
| Versenyző                                                    | Versenyszám   | Idő      | Hely.    | Idő      | Hely.    | Típus | Idő     | Hely. | Helyezés |
| ------------------------------------------------------------ | ------------- | -------- | -------- | -------- | -------- | ----- | ------- | ----- | -------- |
| Victor Scheffers Jeroen Vervoort Rob Robbers Ronald Vervoort | Négypárevezős | 6:28,25  | 5.       | 6:05,19  | 3.       | B     | 6:02,58 | 2.    | 8.       |

Női
| Versenyző                                                                  | Versenyszám             | Előfutam | Előfutam | Vigaszág | Vigaszág | Elődöntő | Elődöntő | Döntő | Döntő      | Döntő      | Helyezés    |
| Versenyző                                                                  | Versenyszám             | Idő      | Hely.    | Idő      | Hely.    | Idő      | Hely.    | Típus | Idő        | Hely.      | Helyezés    |
| -------------------------------------------------------------------------- | ----------------------- | -------- | -------- | -------- | -------- | -------- | -------- | ----- | ---------- | ---------- | ----------- |
| Hette Borrias                                                              | Egypárevezős            | 4:25,97  | 4.       | 4:05,39  | 5. C     |          |          | C     | nem indult | nem indult | helyezetlen |
| Ineke Donkervoort Lili Meeuwisse Greet Hellemans Jos Compaan Monique Pronk | Kormányos négypárevezős | 3:25,64  | 2.       | 3:22,34  | 3.       |          |          | A     | 3:22,64    | 6.         | 6.          |

## Íjászat
| Versenyző             | Versenyszám  | 1. forduló | 1. forduló | 2. forduló | 2. forduló | Összesítés | Összesítés |
| Versenyző             | Versenyszám  | Pont       | Hely.      | Pont       | Hely.      | Pont       | Helyezés   |
| --------------------- | ------------ | ---------- | ---------- | ---------- | ---------- | ---------- | ---------- |
| Tiny Reniers          | Férfi egyéni | 1205       | 12.        | 1213       | 9.         | 2418       | 8.         |
| Carry van Gool-Floris | Női egyéni   | 1186       | 7.         | 1196       | 6.         | 2382       | 6.         |

## Kajak-kenu
Férfi
| Versenyző                                                     | Versenyszám         | Előfutam | Előfutam | Előfutam | Vigaszág | Vigaszág | Vigaszág | Elődöntő | Elődöntő | Elődöntő | Döntő   | Döntő    |
| Versenyző                                                     | Versenyszám         | Idő      | Hely.    | Össz.    | Idő      | Hely.    | Össz.    | Idő      | Hely.    | Össz.    | Idő     | Helyezés |
| ------------------------------------------------------------- | ------------------- | -------- | -------- | -------- | -------- | -------- | -------- | -------- | -------- | -------- | ------- | -------- |
| Jan Baaijens                                                  | Kajak egyes 500 m   | 1:49,21  | 5.       | 12.      | 1:47,79  | 2.       | 2.       | 1:48,61  | 5.       | 13.      | kiesett | kiesett  |
| Jan Baaijens                                                  | Kajak egyes 1000 m  | 4:15,85  | 7.       | 20.      | 3:52,13  | 2.       | 4.       | 4:01,35  | 5.       | 14.      | kiesett | kiesett  |
| Ron Stevens Gert Jan Lebbink                                  | Kajak kettes 500 m  | 1:37,15  | 4.       | 11.      | 1:41,03  | 4.       | 9.       | kiesett  | kiesett  | kiesett  | kiesett | kiesett  |
| Ron Stevens Gert Jan Lebbink                                  | Kajak kettes 1000 m | 3:29,74  | 4.       | 8.       | 3:35,97  | 1.       | 5.       | 3:37,30  | 3.       | 8.       | 3:33,18 | 7.       |
| Ron Stevens Gert Jan Lebbink Jan Baaijens Rob van Weerdenburg | Kajak négyes 1000 m | 3:13,62  | 4.       | 11.      | 3:16,58  | 6.       | 6.       |          |          |          | kiesett | kiesett  |

Férfi
| Versenyző                        | Versenyszám        | Előfutam | Előfutam | Előfutam | Vigaszág | Vigaszág | Vigaszág | Döntő   | Döntő    |
| Versenyző                        | Versenyszám        | Idő      | Hely.    | Össz.    | Idő      | Hely.    | Össz.    | Idő     | Helyezés |
| -------------------------------- | ------------------ | -------- | -------- | -------- | -------- | -------- | -------- | ------- | -------- |
| Ineke Bakker Marijke Kegge-Deege | Kajak kettes 500 m | 1:52,31  | 4.       | 9.       | 1:54,36  | 4.       | 4.       | kiesett | kiesett  |

## Kerékpározás

### Országúti kerékpározás
Férfi
| Versenyző                                                          | Versenyszám     | Idő               | Helyezés |
| ------------------------------------------------------------------ | --------------- | ----------------- | -------- |
| Adrie van der Poel                                                 | Mezőnyverseny   | 4:56:55 (+8:26)   | 7.       |
| Jacques Hanegraaf                                                  | Mezőnyverseny   | 4:57:21 (+8:52)   | 15.      |
| Peter Winnen                                                       | Mezőnyverseny   | 4:57:39 (+9:10)   | 26.      |
| Jacques van Meer                                                   | Mezőnyverseny   | 5:04:08 (+15:39)  | 33.      |
| Guus Bierings Jacques Hanegraaf Theo Hogervorst Adrie van der Poel | Csapat időfutam | 2:10:17,3 (+8:56) | 15.      |

### Pálya-kerékpározás
Sprintverseny
| Versenyző | Versenyszám  | 1. forduló                   | 1. forduló | Vigaszág                   | Vigaszág | Döntő                  | Döntő | 2. forduló                | 2. forduló | Vigaszág                     | Vigaszág | Nyolcaddöntő             | Nyolcaddöntő | Vigaszág                  | Vigaszág | Döntő                | Döntő   | Negyeddöntő          | 5–8. helyért           | 5–8. helyért | Elődöntő             | Döntő                | Helyezés |
| Versenyző | Versenyszám  | Ellenfelek Győztes idő       | Hely       | Ellenfelek Győztes idő     | Hely     | Ellenfelek Győztes idő | Hely  | Ellenfél Győztes idő      | Hely       | Ellenfél Győztes idő         | Hely     | Ellenfelek Győztes idő   | Hely         | Ellenfelek Győztes idő    | Hely     | Ellenfél Győztes idő | Hely    | Ellenfél Győztes idő | Ellenfelek Győztes idő | Hely         | Ellenfél Győztes idő | Ellenfél Győztes idő | Helyezés |
| --------- | ------------ | ---------------------------- | ---------- | -------------------------- | -------- | ---------------------- | ----- | ------------------------- | ---------- | ---------------------------- | -------- | ------------------------ | ------------ | ------------------------- | -------- | -------------------- | ------- | -------------------- | ---------------------- | ------------ | -------------------- | -------------------- | -------- |
| Lau Veldt | Férfi egyéni | Kenrick Tucker (AUS) · 11,35 | 2.         | Morcz László (HUN) · 11,38 | 1.       |                        |       | Yavé Cahard (FRA) · 10,87 | 2.         | Benedykt Kocot (POL) · 11,04 | 1.       | Anton Tkáč (TCH) · 11,19 | 2.           | Heinz Isler (SUI) · 11,20 | 2.       | kiesett              | kiesett | kiesett              | kiesett                | kiesett      | kiesett              | kiesett              | kiesett  |

## Sportlövészet
Nyílt
| Versenyző             | Versenyszám          | Pont | Helyezés |
| --------------------- | -------------------- | ---- | -------- |
| Wibout Jolles         | Gyorstüzelő pisztoly | 589  | 18.      |
| Christiaan van Velzen | Sportpuska, fekvő    | 588  | 44.      |
| John Pierik           | Skeet                | 194  | 11.      |
| Kees van Ieperen      | Skeet                | 194  | 11.      |

## Úszás
Férfi
| Versenyző                                                  | Versenyszám            | Előfutam | Előfutam | Előfutam | Elődöntő | Elődöntő | Elődöntő | Döntő   | Döntő    |
| Versenyző                                                  | Versenyszám            | Idő      | Hely.    | Össz.    | Idő      | Hely.    | Össz.    | Idő     | Helyezés |
| ---------------------------------------------------------- | ---------------------- | -------- | -------- | -------- | -------- | -------- | -------- | ------- | -------- |
| Peter Drost                                                | 200 m gyors            | 1:55,41  | 4.       | 25.      |          |          |          | kiesett | kiesett  |
| Cees Jan Winkel                                            | 200 m gyors            | 1:56,48  | 6.       | 31.      |          |          |          | kiesett | kiesett  |
| Fred Eefting                                               | 100 m hát              | 58,59    | 3.       | 13.      | 57,91    | 2.       | 5.       | 57,95   | 6.       |
| Fred Eefting                                               | 200 m hát              | 2:04,84  | 3.       | 7.       |          |          |          | 2:03,92 | 5.       |
| Albert Boonstra                                            | 100 m mell             | 1:06,47  | 4.       | 15.      |          |          |          | kiesett | kiesett  |
| Albert Boonstra                                            | 200 m mell             | 2:27,21  | 6.       | 14.      |          |          |          | kiesett | kiesett  |
| Cees Vervoorn                                              | 100 m pillangó         | 55,76    | 1.       | 3.       | 55,02    | 1.       | 1.       | 55,25   | 4.       |
| Cees Vervoorn                                              | 200 m pillangó         | 2:02,21  | 2.       | 5.       |          |          |          | 2:02,52 | 6.       |
| Cees Vervoorn                                              | 100 m gyors            | 52,57    | 4.       | 15.      | 52,73    | 8.       | 15.      | kiesett | kiesett  |
| Cees Vervoorn Peter Drost Cees Jan Winkel Fred Eefting     | 4 × 200 m gyorsváltó   | 7:42,85  | 5.       | 11.      |          |          |          | kiesett | kiesett  |
| Fred Eefting Albert Boonstra Cees Vervoorn Cees Jan Winkel | 4 × 100 m vegyes váltó | 3:52,33  | 5.       | 6.       |          |          |          | 3:51,81 | 7.       |

Női
| Versenyző                                                      | Versenyszám          | Előfutam | Előfutam | Előfutam | Elődöntő | Elődöntő | Elődöntő | Döntő   | Döntő    |
| Versenyző                                                      | Versenyszám          | Idő      | Hely.    | Össz.    | Idő      | Hely.    | Össz.    | Idő     | Helyezés |
| -------------------------------------------------------------- | -------------------- | -------- | -------- | -------- | -------- | -------- | -------- | ------- | -------- |
| Conny van Bentum                                               | 100 m gyors          | 57,51    | 2.       | 5.       |          |          |          | 57,63   | 5.       |
| Monique Drost                                                  | 100 m gyors          | kizárták | kizárták | kizárták | kiesett  | kiesett  | kiesett  | kiesett | kiesett  |
| Annelies Maas                                                  | 400 m gyors          | 4:13,12  | 2.       | 2.       |          |          |          | 4:15,79 | 6.       |
| Annelies Maas                                                  | 200 m gyors          | 2:04,07  | 2.       | 9.       |          |          |          | kiesett | kiesett  |
| Reggie de Jong                                                 | 200 m gyors          | 2:02,66  | 1.       | 5.       |          |          |          | 2:02,76 | 5.       |
| Reggie de Jong                                                 | 200 m gyors          | 4:15,07  | 3.       | 7.       |          |          |          | 4:15,95 | 7.       |
| Reggie de Jong                                                 | 800 m gyors          | 8:54,49  | 6.       | 11.      |          |          |          | kiesett | kiesett  |
| Monique Bosga                                                  | 100 m hát            | 1:04,36  | 3.       | 6.       |          |          |          | 1:04,47 | 7.       |
| Monique Bosga                                                  | 200 m hát            | 2:19,21  | 5.       | 13.      |          |          |          | kiesett | kiesett  |
| Jolanda de Rover                                               | 100 m hát            | 1:04,79  | 4.       | 12.      |          |          |          | kiesett | kiesett  |
| Jolanda de Rover                                               | 200 m hát            | 2:17,12  | 3.       | 9.       |          |          |          | kiesett | kiesett  |
| Wilma van Velsen                                               | 100 m pillangó       | 1:03,31  | 3.       | 11.      |          |          |          | kiesett | kiesett  |
| Wilma van Velsen                                               | 200 m pillangó       | 2:21,81  | 7.       | 18.      |          |          |          | kiesett | kiesett  |
| Conny van Bentum Wilma van Velsen Reggie de Jong Annelies Maas | 4 × 100 m gyorsváltó | 3:51,30  | 1.       | 2.       |          |          |          | 3:49,51 |          |

## Vitorlázás
Nyílt
| Versenyző                               | Versenyszám     | Futam  | Futam | Futam  | Futam  | Futam  | Futam  | Futam | Pontszám | Helyezés |
| Versenyző                               | Versenyszám     | 1      | 2     | 3      | 4      | 5      | 6      | 7     | Pontszám | Helyezés |
| --------------------------------------- | --------------- | ------ | ----- | ------ | ------ | ------ | ------ | ----- | -------- | -------- |
| Mark Neeleman                           | Finn dingi      | 10,0   | 17,0  | 18,0   | 13,0   | (24,0) | 8,0    | 10,0  | 76,0     | 8.       |
| Henk van Gent Jan Willem van den Hondel | 470-es osztály  | (16,0) | 5,7   | 14,0   | 13,0   | 3,0    | 5,7    | 8,0   | 49,4     | 4.       |
| Boudewijn Binkhorst Kobus Vandenberg    | Csillaghajó     | 16,0   | 3,0   | 3,0    | (17,0) | 5,7    | 5,7    | 16,0  | 49,4     | 6.       |
| Govert Brasser Willem van Walt Meijer   | Tornádó         | 8,0    | 10,0  | 0,0    | 10,0   | 8,0    | (11,7) | 3,0   | 39,0     | 5.       |
| Dick Coster Geert Bakker Steven Bakker  | Soling          | 3,0    | 3,0   | (13,0) | 8,0    | 8,0    | 10,0   | 13,0  | 45,0     | 5.       |
| Erik Vollebregt Sjoerd Vollebregt       | Repülő hollandi | (14,0) | 3,0   | 14,0   | 14,0   | 5,7    | 10,0   | 8,0   | 54,7     | 7.       |

## Vízilabda
| Holland férfi vízilabdacsapat-játékoskeret                                                          | Holland férfi vízilabdacsapat-játékoskeret                                              |
| --------------------------------------------------------------------------------------------------- | --------------------------------------------------------------------------------------- |
| - Wouly de Bie - Nico Landeweerd - Jan Evert Veer - Hans van Zeeland - Ton Buunk - Eric Noordegraaf | - Stan van Belkum - Aad van Mil - Dick Nieuwenhuizen - Jan Jaap Korevaar - Ruud Misdorp |

### Eredmények
Csoportkör
A csoport
| Csapat             | M | Gy | D | V | G+ | G– | Gk | P |
| ------------------ | - | -- | - | - | -- | -- | -- | - |
| Magyarország (HUN) | 3 | 2  | 1 | 0 | 19 | 14 | +5 | 5 |
| Hollandia (NED)    | 3 | 2  | 0 | 1 | 16 | 15 | +1 | 4 |
| Románia (ROU)      | 3 | 1  | 1 | 1 | 15 | 15 | 0  | 3 |
| Görögország (GRE)  | 3 | 0  | 0 | 3 | 16 | 22 | –6 | 0 |

| 1980. július 20. 16:00 | Görögország (GRE)    | 7–8 | Hollandia (NED) |  |
| 1980. július 20. 16:00 | (1–1, 3–1, 2–2, 1–4) |     |                 |  |
| 1980. július 20. 16:00 |                      |     |                 |  |

| 1980. július 21. 11:00 | Magyarország (HUN)   | 5–3 | Hollandia (NED) |  |
| 1980. július 21. 11:00 | (2–1, 2–0, 1–1, 0–1) |     |                 |  |
| 1980. július 21. 11:00 |                      |     |                 |  |

| 1980. július 22. 16:00 | Románia (ROU)        | 3–5 | Hollandia (NED) |  |
| 1980. július 22. 16:00 | (1–2, 2–1, 0–1, 0–1) |     |                 |  |
| 1980. július 22. 16:00 |                      |     |                 |  |

Döntő csoportkör
| 1980. július 24. 17:00 | Hollandia (NED)      | 5–6 | Spanyolország (ESP) |  |
| 1980. július 24. 17:00 | (1–2, 1–2, 3–1, 0–1) |     |                     |  |
| 1980. július 24. 17:00 |                      |     |                     |  |

| 1980. július 25. 17:00 | Hollandia (NED)      | 7–7 | Kuba (CUB) |  |
| 1980. július 25. 17:00 | (3–1, 2–2, 0–2, 2–2) |     |            |  |
| 1980. július 25. 17:00 |                      |     |            |  |

| 1980. július 26. 17:00 | Hollandia (NED)      | 4–5 | Jugoszlávia (YUG) |  |
| 1980. július 26. 17:00 | (0–1, 1–1, 0–2, 3–1) |     |                   |  |
| 1980. július 26. 17:00 |                      |     |                   |  |

| 1980. július 28. 17:00 | Hollandia (NED)      | 3–7 | Szovjetunió (URS) |  |
| 1980. július 28. 17:00 | (0–1, 1–1, 1–3, 1–2) |     |                   |  |
| 1980. július 28. 17:00 |                      |     |                   |  |

| 1980. július 29. 16:00 | Magyarország (HUN)   | 8–7 | Hollandia (NED) |  |
| 1980. július 29. 16:00 | (2–2, 2–1, 2–3, 2–1) |     |                 |  |
| 1980. július 29. 16:00 |                      |     |                 |  |

Végeredmény
| Csapat              | M | Gy | D | V | G+ | G– | Gk  | P  |
| ------------------- | - | -- | - | - | -- | -- | --- | -- |
| Szovjetunió (URS)   | 5 | 5  | 0 | 0 | 34 | 21 | +13 | 10 |
| Jugoszlávia (YUG)   | 5 | 3  | 1 | 1 | 34 | 32 | +2  | 7  |
| Magyarország (HUN)  | 5 | 3  | 0 | 2 | 32 | 30 | +2  | 6  |
| Spanyolország (ESP) | 5 | 2  | 0 | 3 | 28 | 31 | –3  | 4  |
| Kuba (CUB)          | 5 | 0  | 2 | 3 | 31 | 38 | –7  | 2  |
| Hollandia (NED)     | 5 | 0  | 1 | 4 | 26 | 33 | –7  | 1  |

| Csapat          | Helyezés |
| --------------- | -------- |
| Hollandia (NED) | 6.       |